# Chloranthus tianmushanensis
Chloranthus tianmushanensis är en tvåhjärtbladig växtart som beskrevs av K.F. Wu. Chloranthus tianmushanensis ingår i släktet Chloranthus och familjen Chloranthaceae. Inga underarter finns listade i Catalogue of Life.